# Zappeys diksnavelmees
Zappeys diksnavelmees (Suthora zappeyi; synoniem: Sinosuthora zappeyi, Paradoxornis zappeyi) is een zangvogel uit de familie Paradoxornithidae (diksnavelmezen). De naam verwijst naar de Amerikaan Walter Reaves Zappey (1878-1914) die in 1908 enkele exemplaren van deze vogelsoort had verzameld.

## Verspreiding en leefgebied
Deze soort is endemisch in China en telt twee ondersoorten:
- S. z. zappeyi: het zuidelijke deel van Centraal-Sichuan (behalve Erlang Shan) en noordwestelijk Guizhou.
- S. z. erlangshanica: Erlang Shan (Sichuan in het zuidelijke deel van Centraal-China).

## Status
De grootte van de populatie wordt geschat op 2500-10.000 volwassen vogels. De populatie is klein en versnipperd en gaat achteruit door ontbossing. Op de Rode lijst van de IUCN heeft deze soort de status kwetsbaar.